# Louis Saint-Laurent
Louis Stephen Saint-Laurent (1. února 1882 – 25. července 1973) byl kanadský politik québeckého původu, premiér Kanady v letech 1948–1957 za Liberální stranu Kanady, jejímž byl předsedou v letech 1948–1958. Byl rovněž ministrem spravedlnosti ve válečném kabinetu v letech 1941–1946 a krátce v roce 1948. V letech 1946-1948 byl ministrem zahraničních věcí.
Byl druhým francouzsko-kanadským premiérem Kanady po Wilfridu Laurierovi. V roce 1949 patřil k spoluzakladatelům NATO. Jeho vláda se silně angažovala v Korejské válce, vyslala do Koreje třetí největší kontingent ze západních států. V roce 1956 se zapojila do řešení suezského konfliktu mezi Británií, Francií, Izraelem a Egyptem, Saint-Laurentův ministr zahraničí Lester B. Pearson dokonce obdržel za toto mírové angažmá Nobelovu cenu míru.